# Константінос Цалдаріс
Константінос Цалдаріс (грец. Κωνσταντίνος Τσαλδάρης, 1884–1970) — грецький політик, двічі прем'єр-міністр країни.

## Життєпис
Народився в Александрії. Вивчав право в Афінському університеті, а також у Берліні, Лондоні та Флоренції. З 1915 до 1917 року був префектурним політиком.
1928 року став членом Народної партії, лідером якої був його дядько, Панаїс Цалдаріс. Увійшов до складу кабінету останнього як заступник міністра транспорту (1933–1935), а згодом увійшов до складу секретаріату прем'єра. Після смерті дядька став членом адміністративної комісії Народної партії, який, втім, був ліквідований за часів диктатури Метаксаса.
Після визволення з-під окупації 1944 року став лідером відродженої Народної партії та виграв вибори 1946, очоливши уряд. У серпні того ж року його уряд провів референдум щодо повернення монархії.
З 1947 до 1949 року виконував обов'язки голови грецького Парламенту. Був представником прем'єр-міністра в урядах Максімоса (1947), Сифуліса (1947–1949) та Діомідіса (1949–1950). Ще раз очолив уряд у серпні 1947 року, проте вийшов у відставку у вересні того ж року.
Після приходу до влади маршала Александроса Папагоса Народна партія втратила більшу частину свого електорату, тому Цалдаріс програв вибори 1952 року. Був обраний до Парламенту від Демократичного союзу за результатами виборів 1956, проте провалив вибори 1958 року як лідер Народного союзу. Невдовзі після цього він завершив свою політичну кар'єру.
Помер в Афінах 1970 року.